# Lotto Soudal/Saison 2017
Diese Liste beschreibt die Mannschaft und die Erfolge des Radsportteams Lotto Soudal in der Saison 2017.

## Erfolge in der UCI WorldTour
| Datum           | Rennen                          | Sieger            |
| --------------- | ------------------------------- | ----------------- |
| 9. März         | 5. Etappe Paris-Nizza           | André Greipel     |
| 6. Mai          | 2. Etappe Giro d’Italia         | André Greipel     |
| 4. Juni         | 1. Etappe Critérium du Dauphiné | Thomas De Gendt   |
| 12. August      | 6. Etappe BinckBank Tour        | Tim Wellens       |
| 24. August      | 6. Etappe Vuelta a España       | Tomasz Marczynski |
| 31. August      | 12. Etappe Vuelta a España      | Tomasz Marczynski |
| 7. September    | 18. Etappe Vuelta a España      | Sander Armee      |
| 8. September    | 19. Etappe Vuelta a España      | Thomas De Gendt   |
| 22. Oktober     | 4. Etappe Tour of Guangxi       | Tim Wellens       |
| 19.–24. Oktober | Gesamtwertung Tour of Guangxi   | Tim Wellens       |

## Erfolge in der UCI Europe Tour
| Datum         | Rennen                              | Kat. | Sieger           |
| ------------- | ----------------------------------- | ---- | ---------------- |
| 26. Januar    | Trofeo Ses Salines                  | 1.1  | André Greipel    |
| 27. Januar    | Trofeo Serra de Tramuntana          | 1.1  | Tim Wellens      |
| 28. Januar    | Trofeo Andratx-Mirador d´Es Colomer | 1.1  | Tim Wellens      |
| 5. Februar    | 5. Etappe Étoile de Bessèges (EZF)  | 2.1  | Tony Gallopin    |
| 18. Februar   | 4. Etappe Algarve-Rundfahrt         | 2.HC | André Greipel    |
| 19. Februar   | 5. Etappe Andalusien-Rundfahrt      | 2.HC | Tim Wellens      |
| 9. Mai        | 1. Etappe Tour des Hauts-de-France  | 2.HC | Jens Debusschere |
| 28. Mai       | 5. Etappe Belgien-Rundfahrt         | 2.HC | Jens Debusschere |
| 3. Juni       | Heistse Pijl                        | 1.1  | Jasper De Buyst  |
| 23. Juli      | 2. Etappe Tour de Wallonie          | 2.HC | Jasper De Buyst  |
| 22. August    | GP Stad Zottegem                    | 1.1  | Jasper De Buyst  |
| 13. September | GP de Wallonie                      | 1.1  | Tim Wellens      |
| 30. September | Omloop Eurometropool                | 1.1  | André Greipel    |
| 3. Oktober    | Binche–Chimay–Binche                | 1.1  | Jasper De Buyst  |
| 11. Oktober   | Famenne Ardenne Classic             | 1.1  | Moreno Hofland   |

## Zugänge – Abgänge
| Zugänge        | Team 2016             | Abgänge           | Team 2017                                  |
| -------------- | --------------------- | ----------------- | ------------------------------------------ |
| Moreno Hofland | Team Lotto NL-Jumbo   | Stig Broeckx      | Karriereende                               |
| Nikolas Maes   | Etixx-Quick Step      | Gert Dockx        | Karriereende                               |
| Rémy Mertz     | Color Code-Arden’Beef | Gregory Henderson | UnitedHealthcare Professional Cycling Team |
| James Shaw     | Lotto-Soudal U23      | Pim Ligthart      | Roompot-Nederlandse Loterij                |
| Enzo Wouters   | Lotto-Soudal U23      |                   |                                            |

## Mannschaft
| Teamkader 2017                                   | Teamkader 2017     | Teamkader 2017         | Teamkader 2017                                |
| Name                                             | Geburtsdatum       | Land                   | Vorheriges Team                               |
| ------------------------------------------------ | ------------------ | ---------------------- | --------------------------------------------- |
| Sander Armée                                     | 10. Dezember 1985  | Belgien                | Topsport Vlaanderen-Baloise (2013)            |
| Lars Bak                                         | 16. Januar 1980    | Dänemark               | HTC-Highroad (2011)                           |
| Tiesj Benoot                                     | 11. März 1994      | Belgien                | Lotto-Belisol U23 (2014)                      |
| Kris Boeckmans                                   | 13. Februar 1987   | Belgien                | Vacansoleil-DCM (2013)                        |
| Sean De Bie                                      | 3. Oktober 1991    | Belgien                | Leopard-Trek Continental (2013)               |
| Jasper De Buyst                                  | 24. November 1993  | Belgien                | Topsport Vlaanderen-Baloise (2014)            |
| Bart De Clercq                                   | 26. August 1986    | Belgien                | Davo-Lotto (2010)                             |
| Thomas De Gendt                                  | 6. November 1986   | Belgien                | Omega Pharma-Quick Step (2014)                |
| Jens Debusschere                                 | 28. August 1989    | Belgien                | PWS Eijssen (2010)                            |
| Frederik Frison                                  | 28. Juli 1992      | Belgien                | Lotto-Soudal U23 (2015)                       |
| Tony Gallopin                                    | 24. Mai 1988       | Frankreich             | RadioShack-Leopard (2013)                     |
| André Greipel                                    | 16. Juli 1982      | Deutschland            | HTC-Columbia (2010)                           |
| Adam Hansen                                      | 11. Mai 1981       | Australien             | HTC-Columbia (2010)                           |
| Moreno Hofland                                   | 31. August 1991    | Niederlande            | LottoNL-Jumbo (2016)                          |
| Nikolas Maes                                     | 9. April 1986      | Belgien                | Etixx-Quick Step (2016)                       |
| Tomasz Marczyński                                | 6. März 1984       | Polen                  | Torku Şekerspor (2015)                        |
| Rémy Mertz                                       | 17. Juli 1995      | Belgien                | Color Code-Arden'Beef (2016)                  |
| Maxime Monfort                                   | 14. Januar 1983    | Belgien                | RadioShack-Leopard (2013)                     |
| Jürgen Roelandts                                 | 2. Juli 1985       | Belgien                | Davitamon-Win For Life-Jong Vlaanderen (2007) |
| James Shaw                                       | 13. Juni 1996      | Vereinigtes Königreich | Lotto-Soudal U23 (2016)                       |
| Marcel Sieberg                                   | 30. April 1982     | Deutschland            | HTC-Columbia (2010)                           |
| Rafael Valls                                     | 25. Juni 1987      | Spanien                | Lampre-Merida (2015)                          |
| Tosh Van der Sande                               | 28. November 1990  | Belgien                | Omega Pharma-Lotto Davo (2011)                |
| Jelle Vanendert                                  | 19. Februar 1985   | Belgien                | La Française des jeux (2008)                  |
| Louis Vervaeke                                   | 6. Oktober 1993    | Belgien                | Lotto-Belisol U23 (2014)                      |
| Jelle Wallays                                    | 11. Mai 1989       | Belgien                | Topsport Vlaanderen-Baloise (2015)            |
| Tim Wellens                                      | 10. Mai 1991       | Belgien                | Lotto-Belisol U23 (2012)                      |
| Enzo Wouters                                     | 21. März 1996      | Belgien                | Lotto-Soudal U23 (2016)                       |
| Senne Leysen (1. Aug.–31. Dez., Stagiaire)       | 18. März 1996      | Belgien                | Lotto-Soudal U23 (2017)                       |
| Emiel Planckaert (1. Aug.–31. Dez., Stagiaire)   | 22. Oktober 1996   | Belgien                | Lotto-Soudal U23 (2017)                       |
| Mathias Van Gompel (1. Aug.–31. Dez., Stagiaire) | 24. September 1995 | Belgien                | Lotto-Soudal U23 (2017)                       |
|                                                  |                    |                        |                                               |
| Quellen: ProCyclingStats Cycling Quotient        |                    |                        |                                               |